# موجک‌ویسان
موجَک‌ویسان یا توربلاریا (نام علمی: Turbellaria) نام یک رده از شاخه پهن‌کرم‌تباران است.
جانوران رده موجک‌ویسان دارای بدن نرم و پهن با روپوست مژه‌دار شامل میله‌واره (rhabdites) ‌و یاخته‌های ترشح‌کننده هستند؛ دهان این جانوران معمولاً در سطح شکم و در مواردی نزدیک به مرکز بدن است.

این رده دارای ۴۵۰۰ گونه است که طولشان از ۱ میلی‌متر تا ۵۵۰ میلی‌متر متغیر است. بدنی کوتاه و مسطح و دستگاه گوارشی ناقص و دهانی در سطح شکمی دارند. مژک‌هایی که بدن را می‌پوشانند، در شناکردن مورد استفاده قرار می‌گیرند. این کرم‌ها در دریا، آب شیرین، و برخی مکان‌های مرطوب روی زمین یافت می‌شوند. از کرم‌ها، حشرات، نرم‌تنان کوچک و موجودات زندهٔ میکروسکوپی تغذیه می‌کنند.